# Wat nu weer?!
Wat nu weer?! is een Vlaamse jongerensoap die van 1995 tot en met 1998 tijdens de zomermaanden liep op VTM en Kanaal 2.

## Thema
De serie, die losjes gebaseerd zou zijn op het Franse Hélène et les garçons, volgt een groep jongeren en hun dagelijkse beslommeringen. Gedurende de eerste twee seizoenen vormt een subtropisch zwembad het voornaamste decor, nadien wordt de focus verlegd naar een lokaal radiostation.

## Geschiedenis
Vooral in de beginperiode was er veel negatieve kritiek op de soap. De dialogen werden kinderachtig bevonden en het acteerwerk slecht (hoewel veel van de acteurs nadien nog tot gevestigde namen in voornamelijk soaps zouden uitgroeien). Hierdoor werd voor seizoen 2 een grondige vernieuwing voorzien, net als voor de in één ruk opgenomen seizoenen 3 en 4. Desondanks bleef een groot succes uit, waardoor de reeks nadien werd afgevoerd.

## Afleveringen
| Seizoen | Eerste uitzending               | Afleveringen | Aantal |
| ------- | ------------------------------- | ------------ | ------ |
| 1       | 26 juni 1995 - 25 augustus 1995 | 1 - 45       | 45     |
| 2       | 3 juni 1996 - 30 augustus 1996  | 46 - 110     | 65     |
| 3       | 2 juni 1997 - 29 augustus 1997  | 111 - 175    | 65     |
| 4       | 1 juni 1998 - 28 augustus 1998  | 176 - 240    | 65     |

## Rolverdeling

### Hoofdrollen
| Acteur/Actrice      | Personage                                | Seizoenen  | Afleveringen    |
| ------------------- | ---------------------------------------- | ---------- | --------------- |
| Sandrine André      | Catharina 'Kittie' van Kalken de Colines | 1, 2       | 1 - 55          |
| Chadia Cambie       | Paulien Erkenraedt                       | 1, 2, 3, 4 | 1 - 240         |
| Jeroen Maes         | Frederik 'Freek' De Zutter               | 1, 2, 3, 4 | 1 - 240         |
| Gunther Levi        | Mark Erkenraedt                          | 1, 2, 3, 4 | 1 - 240         |
| Stéphanie Meire     | Melissa Dossche                          | 1, 2, 3, 4 | 1 - 240         |
| Robbie Cleiren      | Dirk 'Deedee' Dossche                    | 1, 2       | 1 - 45, 73 - 90 |
| Robert de la Haye   | Ben Sterckx                              | 1, 2       | 7 - 50, 66 - ?  |
| Miranda Buytaert    | Francine 'Fran' Liefooghe                | 1, 2, 3, 4 | 20 - 240        |
| Geena Lisa          | Berenice 'Betty Joy' Vreugdehil          | 1, 2, 3    | 26 - 51, 60 - ? |
| Peter Thyssen       | Lukas                                    | 2, 3, 4    | 67 - 240        |
| Remco Van Damme     | Filip Anjé                               | 2, 3, 4    | 53 - 240        |
| Zoë In Het Panhuis  | Annelies 'Angie' De Jongh                | 2, 3, 4    | 56 - 240        |
| David Verbeeck      | Vincent De Graeve                        | 3, 4       | ? - 240         |
| Sumalin Gijsbrechts | Daow                                     | 3, 4       | ? - 240         |
| Kristoff Clerckx    | Yves Lagrou                              | 3, 4       | ? - 240         |
| Hilde Gijsbrechts   | Sandy Coghen                             | 3, 4       | ? - 240         |

### Bijrollen
- Jos Van Geel - Julien Dossche, vader van Melissa en Deedee (vanaf afl. 1)
- Martine Werbrouck - Nicole/Moeke, moeder van Paulien en Mark (vanaf afl. 1)
- Fred Van Kuyk - Opa van Fran (vanaf afl. 22)
- Ille Geldhof - Lieve, moeder van Melissa en Deedee (vanaf afl. 64)
- Hugo Danckaert - Leo De Jongh, vader van Angie
- Rikkert Van Dijck - Jacques Goedeseune
- Herman Coessens - Baerdemaekers
- Lotte Pinoy - Hannah

## Verhaallijn

### Seizoen 1
De zeventienjarige Kittie en Paulien zijn al jaren beste vriendinnen en zitten samen in dezelfde klas, hoewel ze zich elk in een totaal andere situatie bevinden. Paulien komt samen met haar jongere broer Mark uit een eenoudergezin dat de eindjes niet zo eenvoudig aan elkaar kan knopen. Kittie daarentegen is van adel en heeft alles wat ze materieel maar wensen kan, zij het dat ze ook op amoureus vlak zou willen kunnen doen en laten wat ze maar wil, in plaats van te wachten op een gedwongen huwelijk dat haar vader voor haar voorbereidt. Ze moet geregeld mannelijke aandacht van zich afslaan, niet op zijn minst van Freek, de uitbater van het zwembad waar zij en Paulien vaak over de vloer komen. Tot zijn grootste frustratie is hij helemaal Kitties type niet, zelfs niet voor een gewoon avondje uit.
Paulien begint een relatie met Deedee, de broer van haar vroegere en inmiddels afgestudeerde schoolvijand Melissa. Melissa was ooit het meest onuitstaanbare meisje van de school en lijkt ook nu haar valse streken nog niet verleerd. Zo smeedt ze samen met haar vader een plan om haar geesteszieke moeder wilsonbekwaam te laten verklaren, zodat ze met haar geld een eigen schoonheidssalon kan starten. Deedee krijgt dit al snel in de gaten, wat Melissa er meermaals toe drijft om er samen met Freek voor te zorgen dat Deedee in de problemen komt.
Hoewel hij in de laatste weken van zijn laatste schooljaar zit, besluit Deedee te stoppen met school. Hij wil graag aan de slag als redder in het zwembad van Freek, maar krijgt met de knappe en tegelijk mysterieuze Ben een sterke tegenkandidaat. Kittie wordt halsoverkop verliefd op Ben en hoopt bijgevolg dat hij de job krijgt, wat zorgt voor een flinke dosis rivaliteit tussen haar en Paulien. Uiteindelijk worden beide mannen aangenomen, maar Freek krijgt hier al snel spijt van wanneer hij merkt wat er tussen Ben en Kittie gaande is. Uit jaloezie begint hij Kittie te stalken en vandaliseert hij meermaals de dure motor van Ben. Zij hebben lange tijd echter geen flauw idee dat hij de dader is. Deedee komt er wel achter en krijgt daarmee het ultieme middel in handen om ervoor te zorgen dat Freek zich koest houdt.
De vijftienjarige Mark trekt zich niets aan van al de liefdesperikelen die zich rondom hem afspelen en haalt affectie uit een babbellijn, via dewelke hij een telefonische vriendschap opbouwt met een zekere Jonathan. Wanneer de twee elkaar uiteindelijk ontmoeten, blijkt hij in werkelijkheid een meisje te zijn, genaamd Fran. Mark voelt zich dermate goed bij haar, dat hij al snel verliefd wordt. Dit is wederzijds, ware het niet dat er een kink in de kabel komt wanneer ze Ben tegen het lijf loopt. Zij lijkt naar zijn zeggen sprekend op zijn vroegere vriendin Helena, die volgens hem een aantal maanden geleden van de aardbodem verdween. Ben wordt vanzelfsprekend verliefd op haar, maar Fran wijst hem al snel af omdat ze er niet tegen kan dat hij haar voortdurend met Helena vergelijkt. Vervolgens pikken Fran en Mark de amoureuze draad weer op, net als Ben en Kittie.
Aan het einde van het seizoen kunnen Freek en Melissa het niet laten om Deedee, die op het punt staat naar een tekencursus in het buitenland te vertrekken, voor een zoveelste keer voor schut te zetten. Deedee is razend en besluit dan toch om Ben te vertellen dat Freek de vandaal en geheimzinnige stalker is. Intussen haalt Freek zich ook de woede van zangeres Betty Joy's loshandige manager op zijn nek, wanneer hij zichzelf uitroept tot zijn opvolger. Niet veel later treft Betty Joy de cafetaria kort en klein geslagen aan, met Freek die roerloos aan de rand van het zwembad ligt. Zowel Deedee en Ben als manager Carlos zijn in de ogen van de kijker verdacht. In de laatste scène komt de politie Ben arresteren, echter niet voor de gebeurtenissen in het zwembad, maar wel voor de moord op zijn ex-vriendin Helena.

### Seizoen 2
Ben komt al snel vrij uit de cel. Kittie krijgt de kans om naar Amerika te gaan om daar een danscursus te volgen. Paulien blijft achter en heeft het daar in het begin moeilijk mee. Mark en Fran, grote vrienden in seizoen 1, groeien nu uit elkaar. Mark trekt meer op met nieuwe klasgenoot Angie. Zij schrijft vaak poëtische teksten voor zijn liedjes. Op een van haar feestjes moedigt Angie Fran aan om een joint te proberen. Fran wil steeds meer en komt zo bij Filip terecht, de nieuwe vriend van Melissa. Filip helpt Fran aan drugs, maar weet dit sluw genoeg te verbergen. Melissa neemt eerst het zwembad over, nu Freek herstelt in het ziekenhuis. Daarna opent ze samen met Filip een fitnesscenter onder de cafetaria van het zwembad: "Spartacus".
Deedee keert terug van zijn stage in Frankrijk en de band met Paulien is verwaterd. Hij trekt steeds vaker naar Angie toe, die steeds meer duister wordt. Regelmatig krijgt ze bezoek van haar vader op haar appartement, waaruit blijkt dat ze geen goede band met hem heeft. Melissa vindt het moeilijk dat Filip steeds een stap verder wil in hun relatie. Ze verdraagt ook haar vader Julien, die in seizoen 1 haar grote held was, niet langer in haar buurt. De moeder van Deedee en Melissa duikt opnieuw op, nadat ze (volgens seizoen 1) met psychische problemen kampte. Uiteindelijk komt alles uit: Melissa werd in haar kindertijd misbruikt door haar vader Julien. Deedee pakt Julien hardhandig aan en moeder Lieve krijgt een nieuwe kans van Melissa. Ze mag zelfs aan de slag in Spartacus.
Deedee krijgt de kans om opnieuw in het buitenland te gaan tekenen. Niets houdt hem nog tegen nu zijn relatie met Paulien voorbij is en hij vertrekt. Ben wordt leraar op de school van Mark. Waar die voordien goede vrienden waren, werkt de leerkracht-leerling relatie helemaal niet. Ben vraagt aan Paulien en Angie om een rol te spelen in een toneelstuk. In dat toneelstuk discussiëren ze in een scene over een weggenomen baby. Angie kan het niet langer aan en vertelt dat ze eigenlijk een tienermoeder is en dat haar vader haar kind Janice heeft weggenomen. Na een hongerstaking krijgt ze haar dochter te zien, maar de band opbouwen verloopt moeizaam. Door onoplettendheid drinkt Janice van een schadelijk product waarna ze dagen in het ziekenhuis wordt opgenomen. Angie verzwijgt dit, met behulp van Ben, voor haar vader.
Ook de mooie band tussen Fran en opa verwatert helemaal en Fran raakt het noorden kwijt. De stress zorgt voor een hartaanval bij opa. Uiteindelijk neemt Fran een overdosis. Filip ontdekt dit en omdat hij haar aan deze pillen hielp en niet schuldig wil bevonden worden, legt hij haar in de Cameo en verdwijnt. Mark komt net op tijd in de Cameo aan om Fran met spoed te laten opnemen in het ziekenhuis. Hij ziet nog iemand wegsluipen, maar weet niet dat het Filip is. Fran herstelt, maar wil opa, die ook op dat moment in het ziekenhuis ligt, niet bezoeken na wat ze hem heeft aangedaan. Eens terug samen, proberen ze hun band te versterken.
In het zwembad duikt Lukas op, een straathoekwerker en een oude bekende van Filip. Lukas was vroeger zelf verslaafd, maar wil nu Fran helpen. Lukas en Filip kunnen het niet met elkaar vinden. Filip vertelt aan iedereen dat het Lukas is die Fran aan haar pillen helpt. Opa en Mark geloven hem en vallen Lukas verbaal aan. Freek komt er weer helemaal bovenop met de hulp van Betty Joy. Op aanraden van Filip kondigen ze aan te willen trouwen en Freek wordt haar nieuwe manager, zo bannen ze de corrupte Carlos uit haar leven. Freek slaat de bal echter zo vaak mis, dat de carrière van Betty Joy nog weinig voorstelt. Zij regelt voor haarzelf een fotoshoot, maar het gaat uiteindelijk om naaktfoto's. Ze houdt dit verborgen voor Freek, omdat ze het geld echt nodig hebben voor hun trouwfeest. De dag na het trouwfeest komt Freek dit toch te weten. Hij is furieus, belt alle laatste optredens van Betty af, laat een persbericht verschijnen waarin staat dat ze voor onbepaalde tijd niet meer zal optreden en sluit haar op in hun appartement. Betty neemt een overdosis medicatie maar wordt net op tijd gevonden en naar het ziekenhuis gebracht. Van zodra ze beter is loopt ze daar weg en verdwijnt.
De zangcarrière van Mark komt in een stroomversnelling. Hij lanceert de single "20 graden onder nul" en is voor het eerst te horen op de radio. Julien wil zijn manager worden en zadelt hem op met een contract van 50.000 cd's, in plaats van de afgesproken 5000. De nieuwe vriend van Moeke regelt de zaak.
De louche zaakjes van Filip komen uit. Melissa komt te weten wat Filip Fran heeft aangedaan. Ze gaat naar hem toe en laat hem vastgeketend aan een kast achter. Ze gaat dagenlang niet meer langs. Via een aan huis geleverde videotape krijgt ze te zien hoe Filip zichzelf van het leven berooft. Lukas bekijkt de beelden ook maar gelooft niet dat deze echt zijn. Volgens hem zette de filmstudent alles in scène en leeft hij nog. Melissa krijgt nog een urne waarop staat dat dit de as van Filip is...

## Medewerkers
- Regisseurs: Wim Feyaerts, Mark Damen, Georges terryn, Kurt Vervaeren en anderen
- Scenario: Jan De Vuyst en anderen
- Componist: Peter Gillis en Alain Vande Putte

## Trivia
- De soundtrack van het eerste seizoen werd ingezongen door Chadia Cambie, Geena Lisa en Miranda Buytaert:[2]
- De soundtrack van het tweede seizoen werd ingezongen door Gunther Levi:[3]
- Chadia Cambie en Gunther Levi, die in de serie zus en broer Paulien en Mark speelden, werden tijdens de opnamen een koppel. Ze hadden een aantal jaren een relatie, maar gingen later uit elkaar.
- De zwembadopnames werden gemaakt in het Aquafun Sunparks zwembad in Oostduinkerke.
- Vanaf 2019 kun je het volledige eerste en tweede seizoen (her)bekijken op VTM GO, het derde en vierde seizoen jammerlijk genoeg niet omdat acteur David Verbeeck veroordeeld is in een zaak omtrent kinderporno.